# تسمم بعيش الغراب
تسمم بعيش الغراب (بالإنجليزية: Mushroom poisoning، المعرف كذلك باسم Mycetism) يشير إلى التأثيرات الضارة الناجمة عن تناول المكونات السامة الموجودة في المشروم. ويمكن أن تختلف هذه الأعراض من اضطراب الجهاز الهضمي وتصل حتى الوفاة. والمواد السامة الموجودة بها عبارة عن مستقلبات ثانوية يتم إنتاجها في مسارات بيوكيميائية في الخلايا الفطرية. وغالبا ما ينجم تسمم المشروم بسبب تناول المشروم البري بعد الخطأ في التعرف على المشروم السام واعتقاد أنه من الأنواع الصالحة للأكل. وأشهر أسباب التعرف الخاطئ بتلك الطريقة هو التشابه الشديد فيما يتعلق باللون والمورفولوجي لأنواع المشروم السامة والأنواع الصالحة للأكل. وحتى من يقوم على تجميع المشروم البري من أصحاب الخبرة الكبيرة يمكن في بعض الأحيان أن يتعرضوا للتسمم نتيجة تناول الأنواع السامة، رغم معرفتهم الكاملة بالمخاطر، بسبب اللامبالاة.
وللحيلولة دون وقوع التسمم بسبب المشروم، يجب أن يكون من يقوم بجمع المشروم على دراية كبيرة بأنواع المشروم الذي يجب أن يقوموا بتجميعه بالإضافة إلى أي أنواع أخرى سامة يمكن أن تشبه تلك الأنواع الصالحة للأكل. وبالإضافة إلى ذلك، فإن صلاحية المشروم للأكل يمكن أن تعتمد على أساليب التجهيز للطهي. كما يجب أن يكون القائمون على تجميع المشروع على دراية كبيرة بأن سمية أو صلاحية بعض الأنواع للأكل يمكن أن تختلف مع اختلاف الموقع الجغرافي.[بحاجة لمصدر]

## وصلات خارجية
- Poisonous American Mushrooms – AmericanMushrooms.com
- Poisonous mushrooms: microscopic identification in cooked specimens from medical mycologist R.C. Summerbell
- Mushroom Poisoning Syndromes from the North American Mycological Association
- Mushroom Poisoning Case Registry (North America) from the North American Mycological Association
- American Association of Poison Control Centers Provides information on toxicity of mushroom's in your area, symptoms and first aid.